# Sandy Row
Sandy Row (en irlandès: Rae na Gainmhe) és un carrer del sud de Belfast, Irlanda del Nord. El seu nom ha servit tradicionalment per a designar la zona circumdant, que és predominantment de classe treballadora, protestant. De majoria lleialista, ha estat un feu de l'Orde d'Orange i la paramilitar Associació de Defensa de l'Ulster (UDA) durant el conflicte nord-irlandès.
Antigament coneguda com Carr's Row, Sandy Row és una de les zones residencials més antigues de Belfast. El seu creixement demogràfic es va deure en gran part a l'expansió de la indústria del lli a Rowland Street. Durant més de dos mil anys, la carretera va ser la principal via que conduïa cap al sud des de Carrickfergus.
Al segle xix, Sandy Row es va convertir en un bulliciós districte comercial i, a finals del segle xx, hi havia un total de 127 botigues i comerciants establerts a la via. Va continuar atraient compradors de tot Belfast fins a l'esclat dels Troubles a finals dels anys seixanta. Les fileres de cases adossades del segle xix han estat enderrocades i substituïdes per cases modernes. Sis de les cases que antigament vorejaven el carrer Rowland han estat reconstruïdes a l'Ulster Folk and Transport Museum.